# Kamil Cetnarowicz
Kamil Cetnarowicz, do 2010 Kamil Półtorak (ur. 11 lutego 1975) – polski aktor filmowy i teatralny. Absolwent Wydziału Aktorskiego Warszawskiej Szkoły Filmowej.

## Filmografia

### Filmy
- 2011: Los Numeros jako Chmielak, ochroniarz w „Tele Loterii”
- 2011: Wojna żeńsko-męska jako kelner
- 2009: Magiczne drzewo jako Kontroler portowy
- 2008: Skorumpowani jako Barman
- 2006: Kryminalni. Misja śląska Mężczyzna goniący „Grabarza”

### Seriale
- 2014: Komisarz Alex jako Kunc, człowiek Baumana (odc. 67)
- 2013: Na krawędzi jako Kamil, kierowca Wolańskiego (odc. 1)
- 2013: Hotel 52 jako mężczyzna w restauracji (odc. 88)
- 2011: Instynkt (odc. 13) jako mundurowy
- 2011: Ojciec Mateusz (odc. 87) jako windykator Banaszyk
- 2011: Układ warszawski jako Tomasz Wysocki, agent CBŚ (odc. 5)
- 2010: Usta usta jako mężczyzna (odc. 22)
- 2010: Nowa jako facet podrywający Nową
- 2008–2010: Barwy szczęścia jako Kamil
- 2008: Skorumpowani jako barman
- 2008: Na kocią łapę jako Sławek Baranek
- 2008: PitBull jako policjant Grzegorz (odc. 23)
- 2007–2009: Tylko miłość jako barman
- 2007: Dwie strony medalu jako Leszczu
- 2007: I kto tu rządzi? jako Szofer
- 2007: Plebania jako klient castingu reklamowego
- 2005–2008: Egzamin z życia jako Oliwier
- 2004–2008: Kryminalni jako
  - Piotr
  - mężczyzna goniący Grabarza
  - Jan Kobielski
- 2003: Na Wspólnej jako pilot wycieczki
- 2002−2010: Samo życie jako Biznesmen niewpuszczony do agencji towarzyskiej przez Kacpra
- 1999-2009: Na dobre i na złe jako kelner
- 1997–2011: Klan jako
  - policjant
  - instruktor w Szkole Tańca Towarzyskiego